# Crisópolis
Crisópolis là một đô thị thuộc bang Bahia, Brasil. Đô thị này có diện tích 505,433 km², dân số năm 2007 là 19317 người, mật độ 38,22 người/km².